# Eugenio Suárez
Eugenio Alejandro Suárez (Puerto Ordaz, 18 luglio 1991) è un giocatore di baseball venezuelano, terza base per gli Arizona Diamondbacks della Major League Baseball.

## Carriera

### Minor League (MiLB)
Suárez firmò il 9 ottobre 2008 con i Detroit Tigers, partecipando nel 2009 e 2010 alla Venezuelan Summer League nella classe Rookie della MLB. Nel 2011 approdò negli USA giocando nella classe Rookie e soprattutto nella classe A-breve. Nel 2012 militò nella classe A. Nel 2013 giocò larga parte della stagione nella Doppia-A, partecipando inoltre a incontri nella classe A-avanzata.

### Major League (MLB)

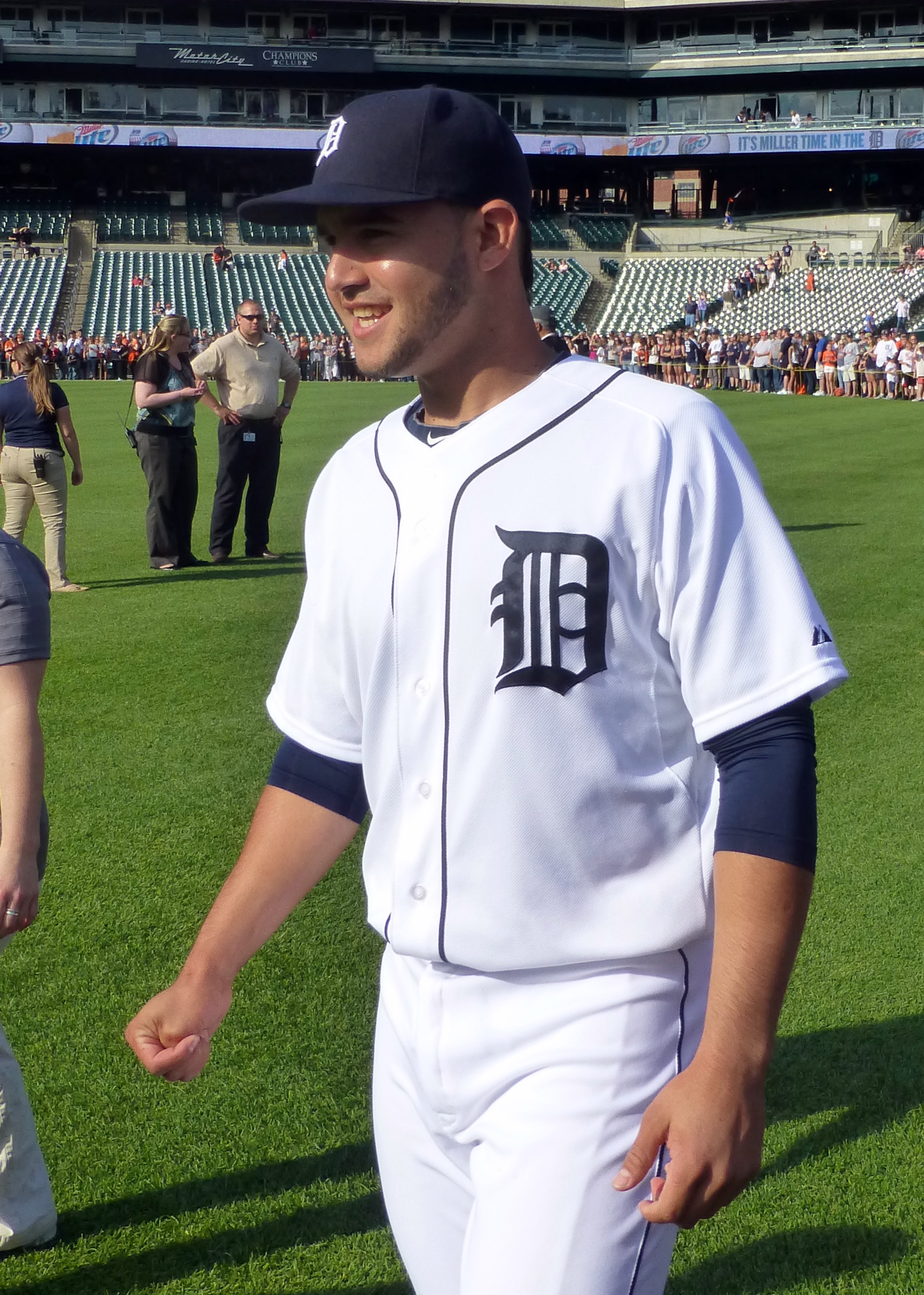
Suárez con i Tigers nel 2014

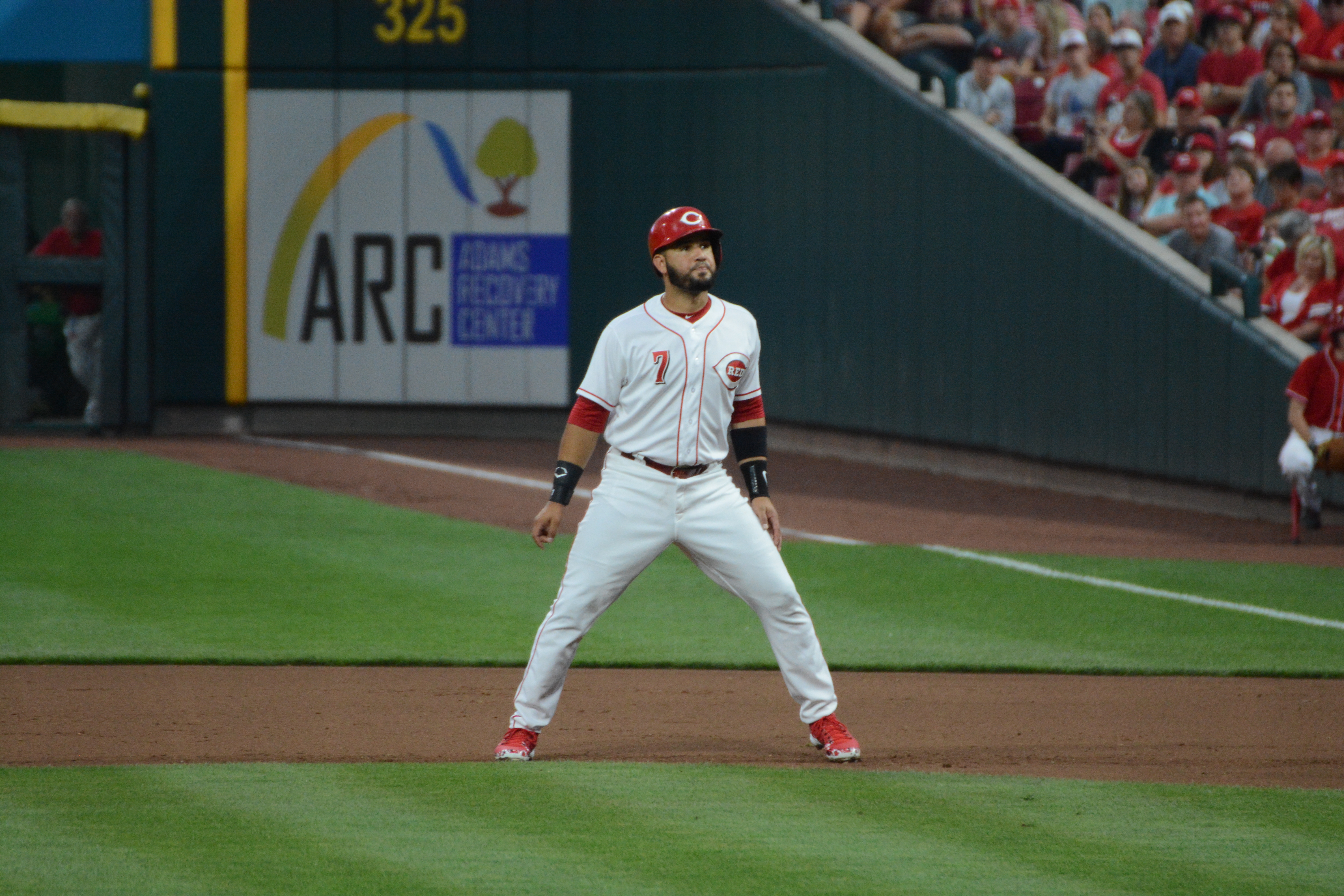
Suárez come corridore nel 2018

Suárez debuttò nella MLB il 4 giugno 2014, al Comerica Park di Detroit contro i Toronto Blue Jays. Il 7 giugno contro i Red Sox, giocò la prima partita da titolare e batté la sua prima valida, un fuoricampo. Giocò come negli anni di minor league nel ruolo di interbase, concludendo la stagione con 85 partite disputate nella MLB e 54 nella minor league, di cui 42 nella Doppia-A e 12 nella Tripla-A.
L'11 dicembre 2014, i Tigers scambiarono Suárez e il giocatore di minor league Jonathon Crawford con i Cincinnati Reds per Alfredo Simón. Giocò durante la stagione in 97 partite di MLB, mentre nella minor league partecipò a 57 incontri, tutti nella Tripla-A.
Dopo aver giocato nel ruolo di interbase negli anni della minor league e nei primi due della MLB, a partire dal 2016 passò alla terza base.
Il 16 marzo 2018, Suárez firmò un contratto di 7 anni dal valore complessivo di 66 milioni di dollari con Reds. Nello stesso anno venne convocato per il suo primo All-Star Game.
Il 28 gennaio 2020, Suárez si operò alla spalla destra in seguito a un incidente avvenuto nella piscina della sua casa a Pinecrest, Florida.
L'14 marzo 2022, i Reds scambiarono Suárez e Jesse Winker con i Seattle Mariners per Justin Dunn, il giocatore di minor league Brandon Williamson e un giocatore da nominare in seguito.

## Carriera internazionale
Nel settembre 2018, Suárez venne selezionato nella squadra degli MLB All-Star per partecipare alle MLB Japan All-Star Series.

## Palmares
- All-Star Game: 1

2018
- Giocatore del mese: 1

NL: settembre 2019